# トリ・ボウイ
フレントリシュ・"トリ"・ボウイ（Frentorish "Tori" Bowie、1990年8月27日 - 2023年5月2日）は、アメリカ合衆国の陸上競技選手。短距離走と走幅跳を専門とした。
ミシシッピ州ランキン郡サンドヒル出身。アディダスとスポンサー契約を結んだ。本名「フレントリシュ」（Frentorish）は今まで誰も名乗ったことのない名前として父が名付けた。一般には短縮形の「トリ」（Tori）で知られた。
南ミシシッピ大学在学中は走幅跳の選手として活躍し、NCAAで2011年に室内と屋外の2回優勝を果たした。ボウイの持つ走幅跳の記録は校内記録であると同時に2012年のNCAA大会で準優勝した記録でもある。2014年の全米室内選手権では走幅跳で2位に入賞し、同年の世界室内選手権にも走幅跳のアメリカ代表として出場している。
2016年のリオデジャネイロオリンピックでは4×100mリレーで金メダル、100mで銀メダル、200mで銅メダルを獲得した。

## 経歴

### 高校時代まで
人口92人、交通信号機のないミシシッピ州の田舎町・サンドヒルで生まれ育つ。2歳の頃から妹（年齢は11か月差）と共に父方の祖母・ボビー・スミス（Bobbie Smith）に育てられた。（「ボウイ」は母方の姓であり、本人はあまり気に入っていない。）祖母の家の近くには4軒のいとこや親戚の家があり、総勢約20人の大家族のように育ったという。少女の頃のトリはお転婆娘で親戚の男の子達とバスケットボールや釣り、トランプをして遊び、時には銃を撃ったり無免許で自動車を運転したりすることもあった。
ピスガ高校（Pisgah High School）では州大会の100mと200mで優勝を飾り、4×100mリレーは3度州大会を制している。親戚の男の子達と休憩する間もなくバスケットボールの試合をしてきた経験から、バスケットボールでも活躍し、チームを州大会優勝に導くほどの選手であった。

### 南ミシシッピ大学時代
2008年に南ミシシッピ大学に進学した。大学へはスポーツ奨学金を受給して進学し、学際領域を学んだ。1年次はカンファレンスUSAの室内大会で3位、屋外大会で2位に入賞し、NCAA女子陸上競技選手権大会に出場を果たしたものの、予選敗退という結果だった。
2年次はカンファレンスUSAの室内大会で自己新記録の6m23をマークして2位、屋外大会で自己新記録の6m43を飛んで3位に入賞し、100mでも決勝に残った。この成績のおかげで再びNCAA選手権出場資格を得て、今度は6位入賞を果たした。また初めて全米選手権に出場、8位に入賞した。
3年次にはついにランキングトップに上り詰め、カンファレンスUSA（室内大会・屋外大会とも）とNCAA選手権（室内大会・屋外大会とも）で優勝、NCAA室内選手権での記録6m52とNCAA屋外選手権での記録6m64は校内記録となった。この成功を受け、2011年のカンファレンスUSA女子最優秀選手賞を受賞した。またこの年のカンファレンスUSA室内大会では三段跳にも出場し、準優勝している。
4年次はカンファレンスUSA室内大会の三段跳で自己新記録の13m09で優勝、走幅跳で準優勝した。NCAA室内選手権には両種目で出場するも予選敗退を喫した。屋外では100mで目覚ましい成果を上げ、自己ベストを11秒76から11秒28まで縮めた。カンファレンスUSA屋外大会には100m・走幅跳・三段跳の3種目に挑戦、100mで3位、走幅跳で6m78の校内新記録を更新しての優勝、三段跳で5位入賞という成績で終えた。NCAA選手権屋外大会では走幅跳でタイトル防衛を目指したものの、テキサスクリスチャン大学のホイットニー・ギプソン（Whitney Gipson）に敗れ、2位に終わった。学業面では最終的に心理学とソーシャルワークを専攻、心理学で学士号を取得して卒業した。

### プロ選手として
トリは2013年からプロ選手として競技を行うようになった。カリフォルニア州チュラビスタのアメリカオリンピックトレーニングセンターの所属となり、大学時代と同様、走幅跳を中核に据えた。センターでは当初、短距離を専門にしたいと願い出たが、100mを12本走って11秒30を1度も切れなかったことから、走幅跳をするよう勧められた。同年の全米選手権では100mは準決勝敗退、走幅跳は4位入賞で、同年の世界選手権出場は叶わなかった。この年、初めてIAAFダイヤモンドリーグに参戦し、アディダスグランプリとヘラクレスに走幅跳で出場した。
2014年は記録を伸ばした年で、60mで7秒14の当季アメリカ最高記録を達成、走幅跳でも6m95をマークした。ニューバランス室内グランプリでの優勝後、全米室内選手権を2位で終え、世界室内選手権の切符を得たが、同選手権では6m12と振るわず、全参加者中最下位の13位で予選敗退し、国際陸上競技連盟（IAAF）の報告でも「大きな驚き」と書かれてしまった。このとき短距離に復帰することを持ち掛けられ、タイソン・ゲイのコーチとして名を馳せたランス・ブラウマン（Lance Brauman）の指導を受けるため、フロリダ州クレルモンに移った。これが転機となって国際大会で勝利を重ねるうちに、プレッシャーに負けないようになっていった。6月には100mと200mで自己新記録をマークした。
2015年の世界選手権で100mに出場、銅メダルを獲得した。

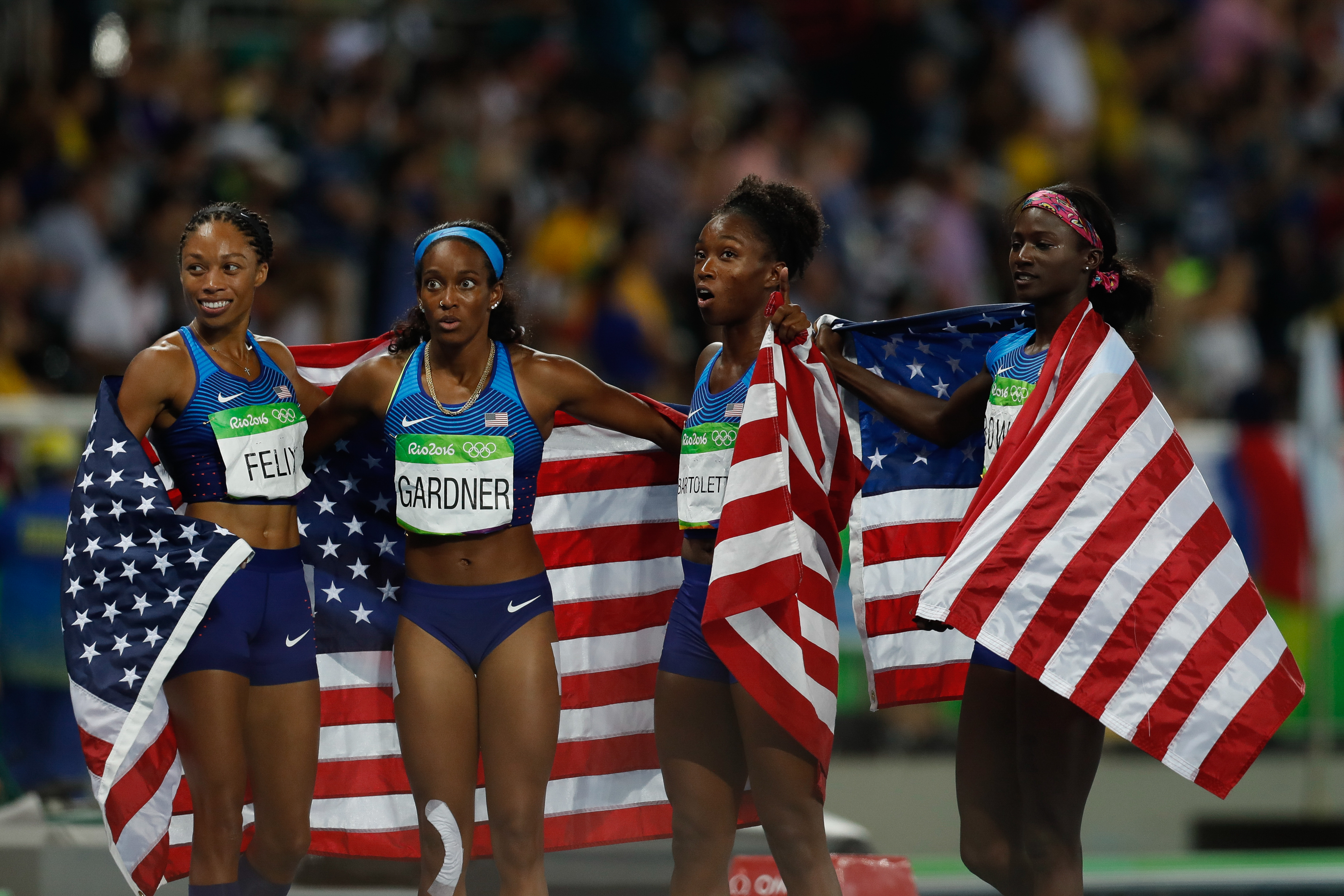
リオデジャネイロオリンピックにて4×100mリレーのメンバーとの一幕（右端の人物がトリ・ボウイ）

リオデジャネイロオリンピック代表選考を兼ねた2016年の全米選手権では100mで10秒779の記録で3位入賞、アメリカ代表に選ばれた。そしてアメリカ国内では、女子100m・200mで最も金メダルに近いアメリカ人選手と期待された。
リオデジャネイロオリンピック本番では、まず8月13日の100mでエレイン・トンプソンに次ぐ銀メダルを獲得、続いて8月17日の200mでエレイン・トンプソン、ダフネ・シパーズに次いで銅メダルを獲得、危うく決勝に進めないところであった4×100mリレーでは8月19日の決勝で最終走者を任され、金メダルを手にした。2017年の世界選手権では100mで優勝し、また400mリレーではアンカーを務め優勝。2019年の世界選手権では走り幅跳びに出場して4位に入賞したものの、陸上選手としてはこの頃にピークを迎え、2020年東京オリンピックの代表選抜戦には不参加。2022年6月以降は競技に出場しなかった。

### 急死
2023年5月2日、フロリダ州オーランドの自宅で死亡しているのが確認され、翌3日にマネジメント会社が発表した。USA TODAYが入手した検死官事務所の報告書によると、ボウイは死亡当時妊娠8カ月で、陣痛中に呼吸不全と子癇（妊娠高血圧症候群に起因する痙攣発作）を起こして亡くなった。32歳没。

## 主要大会成績
| 年   | 大会           | 会場                      | 結果          | 種目     | 補足  |
| ---- | -------------- | ------------------------- | ------------- | -------- | ----- |
| 2014 | 世界室内選手権 | ポーランド ソポト         | 13位 （予選） | 走幅跳   | 6m12  |
| 2015 | 世界選手権     | 中国 北京                 | 3位           | 100 m    | 10.86 |
| 2016 | オリンピック   | ブラジル リオデジャネイロ | 1位           | 4×100 mR | 41.01 |
| 2016 | オリンピック   | ブラジル リオデジャネイロ | 2位           | 100 m    | 10.83 |
| 2016 | オリンピック   | ブラジル リオデジャネイロ | 3位           | 200 m    | 22.15 |